# Lago Elmer Thomas
Elmer Thomas é um lago no condado de Comanche, no estado de Oklahoma, nos Estados Unidos. Ele fica localizado na fronteira entre o Refúgio de Vida Selvagem Nacional das Montanhas de Wichita (Wichita Mountains Wildlife Refuge) e a base militar Fort Sill. O lago leva o nome do advogado e político de Oklahoma, Elmer Thomas (n. 1876 – m. 1965), que viveu em Lawton e representou o 6.º Distrito Congregacional de Oklahoma na Câmara dos Deputados dos Estados Unidos durante os anos de 1922 e 1926, depois foi eleito senador, cargo no qual permaneceu até 1950.
O lago tem uma fonte de fluxo proveniente do rio Little Medicine Creek, abrange 334 acres (135 hectares), e, principalmente, serve como uma área de lazer.

## Lazer
A Área de Lazer do Lago Lake Elmer (LETRA, sigla em inglês), que se encontra na base militar Fort Sill, oferece áreas de acampamento, pousadas, uma praia de natação, tobogãs, áreas para piquenique, descedores de barco e passeio a barco. Do lado do refúgio do lago, há dois cais de pesca e um descedor de barco.